# Uttarahalli
Uttarahalli là một thị trấn thống kê (census town) của quận Bangalore thuộc bang Karnataka, Ấn Độ.

## Nhân khẩu
Theo điều tra dân số năm 2001 của Ấn Độ, Uttarahalli có dân số 10.467 người. Phái nam chiếm 52% tổng số dân và phái nữ chiếm 48%. Uttarahalli có tỷ lệ 67% biết đọc biết viết, cao hơn tỷ lệ trung bình toàn quốc là 59,5%: tỷ lệ cho phái nam là 73%, và tỷ lệ cho phái nữ là 61%. Tại Uttarahalli, 13% dân số nhỏ hơn 6 tuổi.